# Resolució 2189 del Consell de Seguretat de les Nacions Unides
La Resolució 2189 del Consell de Seguretat de les Nacions Unides fou adoptada per unanimitat el 12 de desembre de 2014. El Consell acull amb beneplàcit l'acord entre l'Afganistan i l'OTAN de 30 de setembre de 2014 sobre la Missió Resolute Support que substituirà la Força Internacional d'Assistència i de Seguretat (ISAF) després de 2014 per donar suport les forces de seguretat afganeses.

## Contingut
Afganistan ha fet grans progressos des de la caiguda dels talibans el 2001 pel que fa a democràcia, bon govern, institucions d'Estat, desenvolupament econòmic i drets humans. No obstant això, el país encara estava assolat per la violència i el terror dels talibans, Al Qaeda i altres grups extremistes, criminals i traficants de droga. Per tant, era important que el país continués rebent suport internacional. La missió de les Nacions Unides també s'hi mantenia.
S'han reforçat els serveis de seguretat afganesos, i al final de 2014, assumirien totalment la responsabilitat de la seguretat per part de la ISAF, que finalitzaria la seva missió. Tanmateix, calia més assistència internacional per enfortir els serveis de seguretat afganesos. L'OTAN ja havia adoptat decisions sobre el seu paper a l'Afganistan després de 2014, incloent la nova Missió Resolute Support per entrenar, assessorar i assistir les forces de seguretat afganeses.